# Фелікс, Нет і Ніка
«Фелікс, Нет i Ніка» ( пол. Felix, Net i Nika) – серія пригодницьких фентезі книг для дітей та молоді польського автора Рафала Косіка. Вона  розповідає про пригоди трьох підлітків - Фелікса Полонія, Нета Білецького та Ніки Міцкевич, які навчаються у гімназії імені професора Стефана Кушмінського, міста Варшава. 13-річні друзі протистоять шкільним хуліганам, бандитам та навіть духам, розв'язують загадки та детективні історії. Перша книга серії польською мовою побачила світ у 2004 року у видавництві «Powergraph».

## Екранізація
На основі книги «Фелікс, Нет і Ніка та ймовірна катастрофа» («Felix, Net i Nika oraz Teoretycznie Możliwa Katastrofa») було створено фільм. Його прем'єра відбулася 28 вересня 2012 року. Зйомки фільму стартували 12 липня 2010 року в Познані, надалі місцем зйомки стали: Пнево, Чолпін, Вилкове,  Варшава та Лондон. Режисер фільму - Віктор Скрінецький. Головні ролі виконують Каміль Клієр (Фелікс), Мацей Столярчик (Нет) та Клаудія Липковська (Ніка). 

## Переклади
Книги про пригоди друзів Фелікса, Нета і Ніки стали бестселером і перекладені вже литовську, угорською та чеською мовами. У 2019 році видавництво «АССА» (Україна) видало українською першу книгу цієї серії - «Фелікс, Нет і Ніка та банда «Невидимих». 
Пізніше вийшли ще 4 томи серії: 
- Фелікс, Нет і Ніка та теоретично можлива катастрофа
- Фелікс, Нет і Ніка та Палац снів
- Фелікс, Нет і Ніка та Пастка Безсмертя
- Фелікс, Нет і Ніка та орбітальна змова